# Centro de Humanidades da Universidade Federal do Ceará
O Centro de Humanidades (CH) é uma unidade de ensino, pesquisa e extensão da Universidade Federal do Ceará sediada no Campus do Benfica em Fortaleza, responsável pelas áreas de Ciências da Informação, História, Psicologia, Letras e Ciências Sociais. Conta com sete departamentos, cinco cursos de graduação e doze cursos de pós-graduação stricto sensu.

## Histórico
O Centro de Humanidades da Universidade Federal do Ceará descende diretamente da Faculdade de Filosofia, Ciências e Letras (FFCL), instituída em 1961 pela Lei Nº 3.866 de 25 de Janeiro de 1961. A FFCL foi uma unidade inspirada em instituição homônima da USP, concebida pelo educador Anísio Teixeira na década de 1930. Seu propósito era ser o centro originador do conhecimento na Universidade, sendo responsável pela formação acadêmica dos docentes de nível básico. Sua direção ficou a cargo do professor Raimundo Valnir Cavalcante Chagas, no primeiro ano de instalação, e, no período de 1962 a 1969, pelo Padre Francisco Batista Luz. No dia 30 de abril de 1969, por exigência da Reforma Universitária, a Faculdade de Filosofia, Ciências e Letras foi substituída, na estrutura administrativa universitária, pelo Centro de Humanidades.
Ao ser criado, o Centro de Humanidades passou a ser constituído pelas Faculdade de Letras, Faculdade de Ciências Sociais e Filosofia e Faculdade de Artes e Arquitetura. Os diretores da Faculdade de Letras foram os professores Padre Francisco Batista Luz, de 1969 a 1970; Antônio Pessoa Pereira, de janeiro a março de 1970; e Artur Eduardo Benevides, 1970 a 1973. A Faculdade de Ciências Sociais e Filosofia foi dirigida pelos professores José Parsifal Barroso, entre abril e julho de 1969; João Alfredo de Souza Montenegro, entre julho de 1969 e março de 1970, e Paulo Elpídio de Meneses Neto, entre março de 1970 a setembro de 1973. A direção da Faculdade de Artes e Arquitetura ficou a cargo dos professores José Neudson Bandeira Braga, entre abril e setembro de 1969, e Marcos Venício Braga Studart, entre outubro de 1969 e outubro de 1973. Nesse período, o Conselho do Centro de Humanidades era presidido por um decano, no caso, o diretor da Faculdade de Artes e Arquitetura.
Concluída a Reforma Universitária, a parte de Arquitetura da Faculdade de Artes e Arquitetura foi transferida para o Centro de Tecnologia que, como o Centro de Humanidades, passou a ser constituído por departamentos e cursos.
Com a transformação do Instituto de Cultura e Arte (ICA) em unidade acadêmica, em 2008, os cursos de graduação e pós-graduação em Filosofia e Comunicação Social foram transferidos para o novo instituto, sendo extintos os respectivos Departamentos de Filosofia e Comunicação Social.

## Departamentos
- Ciências da Informação
- Ciências Sociais
- Estudos da Língua Inglesa, suas Literaturas e Tradução
- História
- Letras Estrangeiras
- Letras Vernáculas
- Literatura
- Psicologia

## Ensino

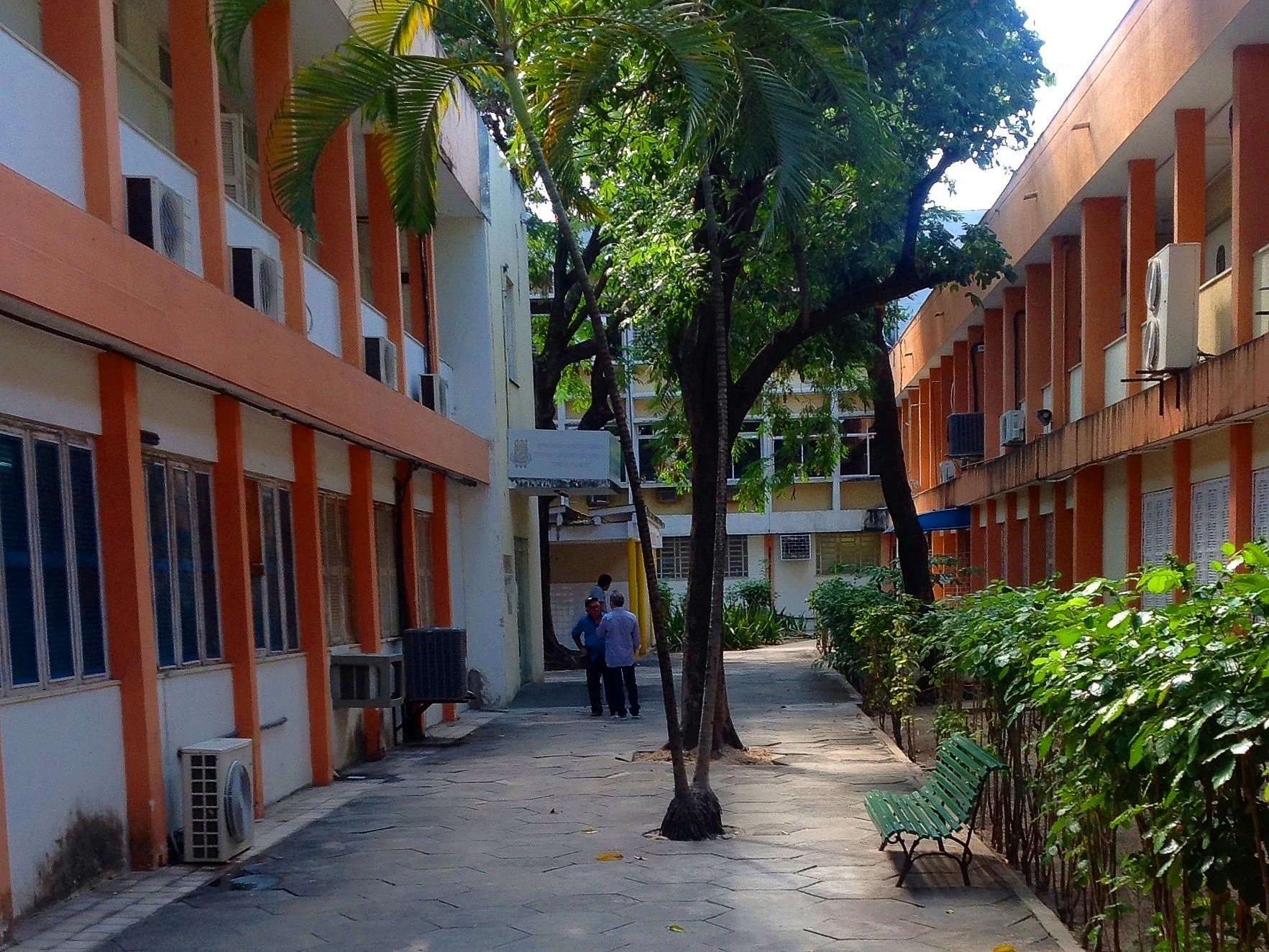
Blocos didáticos localizados na área III do Centro de Humanidades

### Graduações
- Biblioteconomia
- Ciências Sociais
- História
- Letras 
  - Alemão
  - Espanhol
  - Francês
  - Inglês
  - Italiano
  - Libras
  - Português
- Psicologia

### Pós-graduações
- Ciências da Informação (Mestrado)
- História (Mestrado e Doutorado)
- Letras (Mestrado e Doutorado)
- Mestrado Profissional em Letras
- Linguística (Mestrado e Doutorado)
- Psicologia (Mestrado e Doutorado)
- Sociologia (Mestrado e Doutorado)
- Tradução (Mestrado e Doutorado)

## Pesquisa

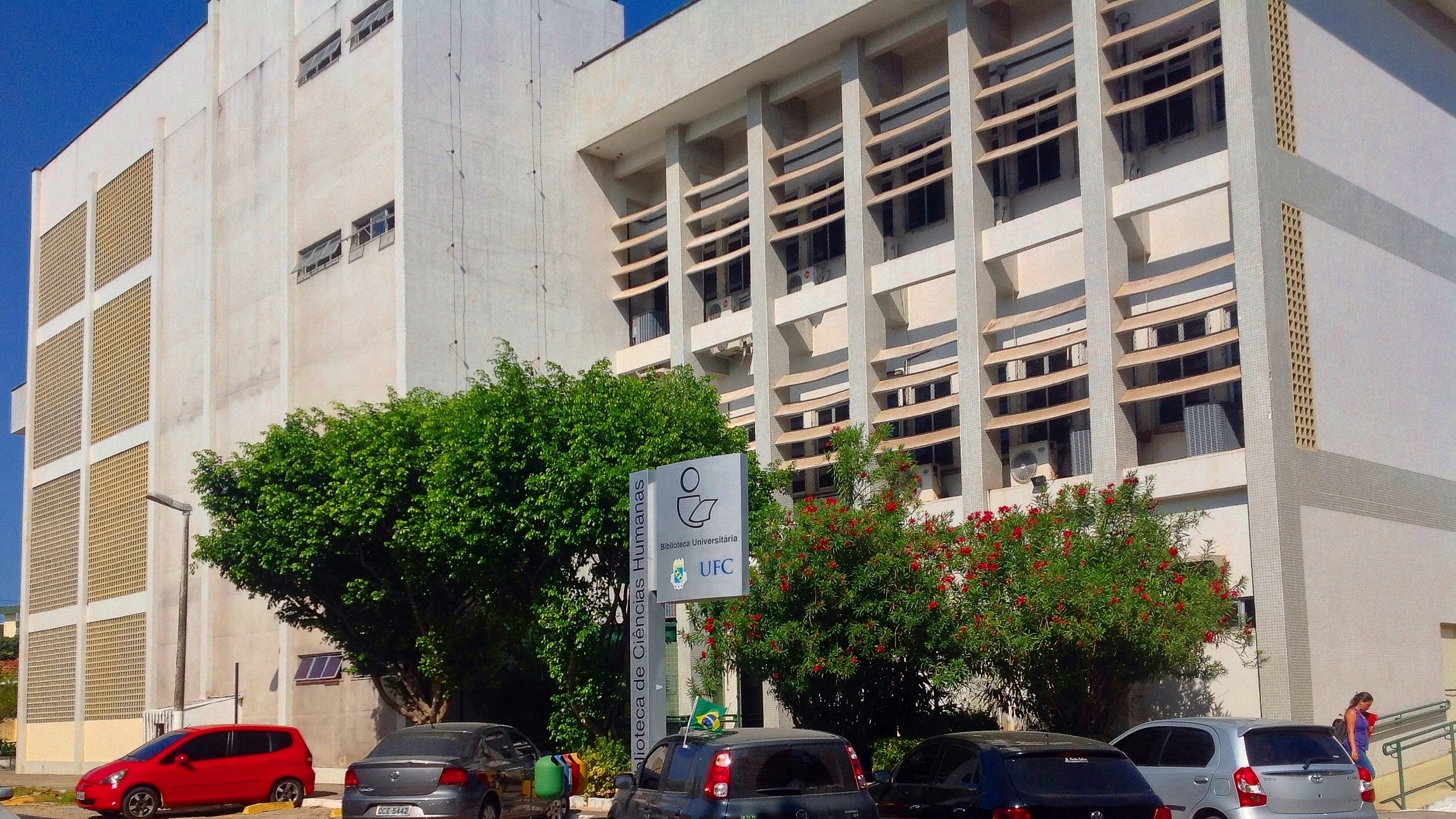
Biblioteca de Ciências Humanas

Departamento de Ciências da Informação:
- Biblioteca Laboratório
- Laboratório de Tecnologias da Informação
- Laboratório de Multimídia e Audiovisual
- Laboratório de Representação Descritiva da Informação
- Laboratório de Representação Temática da Informação
- Laboratório de Conservação e Preservação de Documentos
- Laboratório de Análise Cognitiva e Tratamento da Informação Multimídia

Departamento de Ciências Sociais:
- Laboratório de Antropologia da Imagem - LAI
- Laboratório de Estudos da Cidade - LEC
- Laboratório de Estudos da Oralidade - LEO
- Laboratório de Estudos da Violência - LEV
- Laboratório de Estudos de Política, Eleições e Mídia - LEPEM
- Laboratório de Estudos em Política e Cultura - LEPC
- Núcleo de Pesquisa sobre Religião, Cultura e Política
- Núcleo de Pesquisa sobre Sexualidade, Gênero e Subjetividade - NUSS
- Grupo de Estudos em Etnicidade - GEPE
- Oficina de Prática de Ensino
- Rede Universitária de Pesquisadores da América Latina - RUPAL

Departamento de História:
- Núcleo de Documentação Cultural - NUDOC
- Núcleo de Estudos sobre Memória e Conflitos Territoriais - COMTER

Departamento de Letras Estrangeiras:
- Núcleo de Cultura Clássica

Departamento de Letras Vernáculas: 
- Núcleo de Estudos da Língua Materna - NELM
- Núcleo de Pesquisa e Especialização em Lingüística - NUPEL

Departamento de Literatura:
- Núcleo de Pesquisas Antônio Cândido

Departamento de Psicologia:
- Laboratório de Estudos sobre a Consciência - LESC
- Laboratório de Pesquisa em Psicologia, Subjetividade e Sociedade - LAPSUS

- Laboratório de Psicanálise

- Laboratório de Psicologia Ambiental - LOCUS
- Laboratório de Psicologia Experimental
- Núcleo Cearense de Estudos e Pesquisas sobre a Criança - NUCEPEC
- Núcleo de Estudos sobre Drogas
- Núcleo de Psicologia Comunitária - NUCOM
- Núcleo de Psicologia do Trabalho - NUTRA

## Instalações físicas
O centro de Humanidades conta com 3 instalações físicas. Apesar de estarem todas no mesmo campus, não são vizinhas, mas mantém uma relação de inter-comunicação entre si.
- Área 1 - Casas de Cultura, Departamentos de Letras Vernáculas, Letras Estrangeiras e Literatura, Biblioteca de Ciências Humanas.
- Área 2 - Departamentos de Ciências da Informação, História e Psicologia.
- Área 3 - Departamento de Ciências Sociais.

## Casas de Cultura

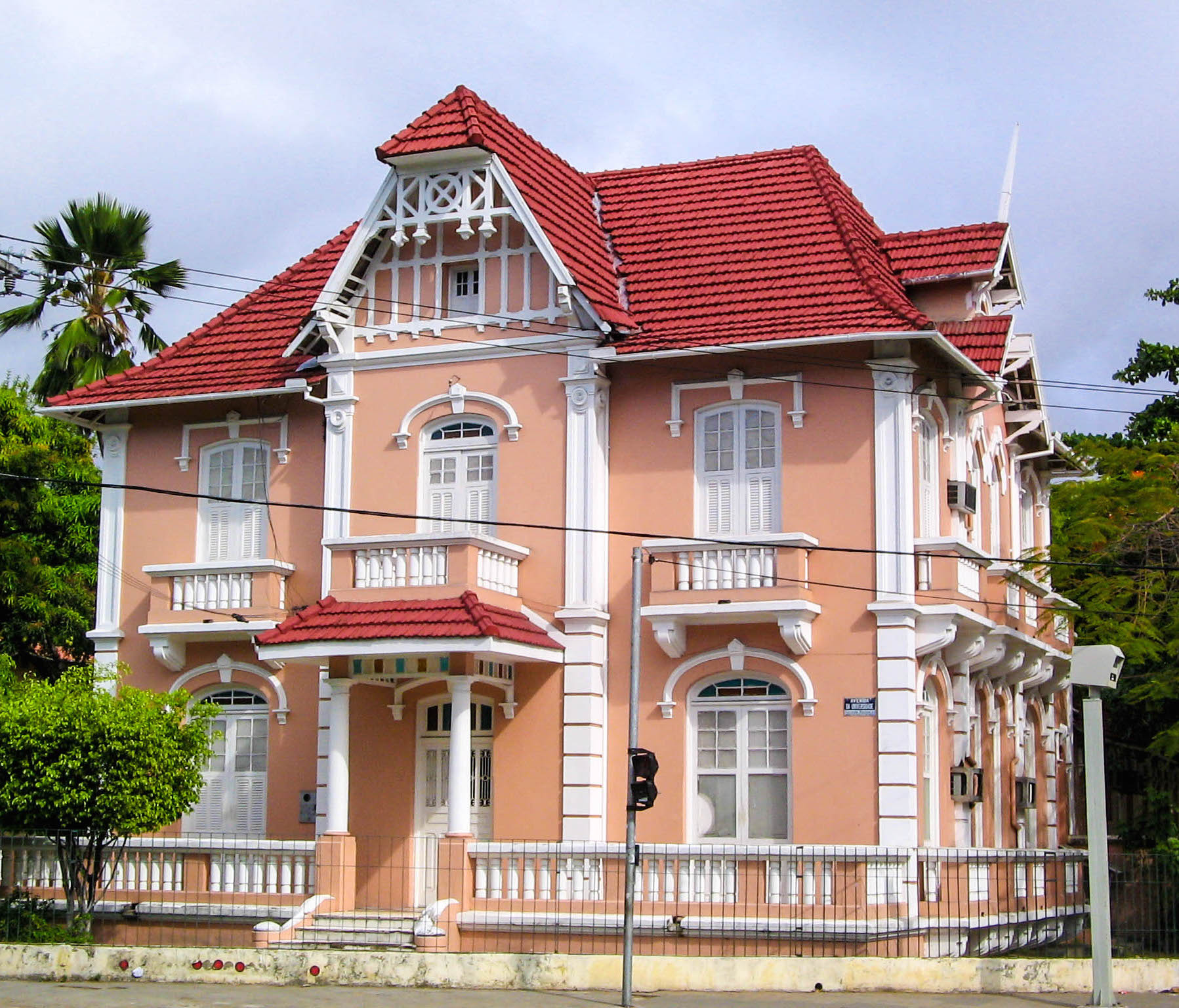
Casa de Cultura Alemã da Universidade Federal do Ceará.

As Casas de Cultura Estrangeira da Universidade Federal do Ceará oferecem à comunidade, além dos cursos de língua, a difusão cultural dos países por elas representados. Há seis Casas de Cultura (Alemã, Britânica, Francesa, Hispânica, Italiana, Portuguesa) e um Curso de Esperanto. Até a década de 1990 existia também uma Casa de Cultura Russa, que foi fechada. A Casa de Cultura Esperantista, também conhecida por Curso de Esperanto, foi fechada na década de 90, mas depois foi reaberta.
Os cursos das Casas de Cultura Estrangeira, desenvolvem as seguintes atividades:
- Colaboração com o Departamento de Letras, servindo de prática de ensino aos alunos daquela graduação.
- Apresentação de conferências, palestras, seminários, recitais, exposições fotográficas sobre temas culturais, artísticos e científicos, além de exibição de filmes variados.

Seleção:
Para quem deseja iniciar o estudo de uma língua estrangeira, existe o Teste de Admissão. Planejado e executado pela Comissão Coordenadora do Vestibular (CCV), este exame consiste de prova de conhecimentos gerais e português. O Teste de Admissão é realizado duas vezes por ano.
Para aqueles que já estudaram uma língua estrangeira e desejam ingressar do semestre II ao semestre VI do cursos básicos, existe o Teste de Nível.
Alunos de pós-graduação que desejam obter profiência leitora em língua estrangeira devem enviar, através do departamento de seu curso de pós-graduação, um requerimento solicitando uma vaga.

## Fonte Principal
- Homepage do Centro de Humanidades da UFC: http://www.ch.ufc.br Acessado em 29 de Agosto de 2008.